# لويس بوش
لويس بوش (بالإنجليزية: Lewis Bush)‏ هو لاعب كرة قدم أمريكية أمريكي، ولد في 2 ديسمبر 1969 في أتلانتا في الولايات المتحدة، وتوفي في 8 ديسمبر 2011 بسبب نوبة قلبية.

## وصلات خارجية
- لويس بوش على موقع إي إس بي إن.كوم (أن.أف.أل)3
- لويس بوش على موقع مرجع كرة القدم المحترفة.كوم (الإنجليزية)